# Yassin Bouih
Yassin Bouih (Reggio Emilia, 24 novembre 1996) è un mezzofondista e siepista italiano, campione nazionale indoor dei 1500 e 3000 m piani nel 2017 e 2018.

## Biografia
Yassin nasce a Reggio Emilia da genitori marocchini, trasferitisi in Italia per lavoro, prima a Torino e poi nella città emiliana. È stato introdotto all'atletica leggera da Paolo Gilioli, tecnico della società di atletica leggera locale, nel 2009. Sembrava inizialmente più propenso per le siepi, ma successivamente decide di dedicarsi principalmente alle corse piane.
Il suo primo titolo italiano giovanile risale alla categoria allievi, quando è stato medaglia d'oro nei 1000 metri piani ai campionati italiani di categoria.
Nel 2014 arriva la sua prima medaglia internazionale, come componente della squadra italiana juniores ai campionati europei di corsa campestre che si aggiudica la medaglia d'oro. Medaglia che riceverà anche nel 2016 nella medesima competizione, ma questa volta nella categoria promesse.
Nell'ottobre 2015 è passato dall'Atletica Reggio alle Fiamme Gialle, allenandosi principalmente a Ostia con il tecnico Vittorio Di Saverio.
Nel 2017 ha vinto i suoi primi titoli nazionali assoluti nei 1500 e 3000 metri piani ai campionati italiani assoluti di atletica leggera indoor di Ancona.
Nel 2018 arriva in finale nei 3000 m piani ai campionati del mondo indoor a Birmingham. Nel 2020 vince i campionati italiani indoor nei 1500 m piani.
Nel 2021 arriva una nuova chiamata in azzurro per i campionati europei indoor di Toruń, dove disputa le batterie dei 3000 metri. L'anno successivo è convocato sulla stessa distanza ai campionati mondiali indoor di Belgrado, prima di conquistare l'oro agli europei di cross di Venaria Reale in staffetta con Marta Zenoni, Pietro Arese e Gaia Sabbatini. 
Nel 2024 arriva la consacrazione come siepista, specialità in cui aveva iniziato a cimentarsi già dal 2021 con buoni risultati. Il tempo di 8'18"37 corso nella tappa Silver del Continental Tour di Chorzów gli vale infatti la partecipazione ai Giochi della XXXIII Olimpiade di Parigi, ai quali viene selezionato attraverso la formula del ranking.

## Progressione

### 3000 metri piani indoor
| Stagione | Tempo   | Luogo      | Data      | Rank. Mond. |
| -------- | ------- | ---------- | --------- | ----------- |
| 2023/24  | 7'49"44 | Lione      | 9-2-2024  |             |
| 2022/23  | 7'55"21 | Miramas    | 3-2-2023  |             |
| 2021/22  | 7'48"38 | Karlsruhe  | 28-1-2022 |             |
| 2020/21  | 7'47"98 | Liévin     | 9-2-2021  |             |
| 2019/20  | 8'24"75 | Ancona     | 23-2-2020 |             |
| 2018/19  | 8'06"17 | Metz       | 10-2-2019 |             |
| 2017/18  | 7'50"65 | Birmingham | 2-3-2018  |             |
| 2016/17  | 7'58"47 | Mondeville | 4-2-2017  |             |
| 2015/16  | 7'57"45 | Ancona     | 6-3-2016  |             |
| 2014/15  | 8'18"79 | Padova     | 17-1-2015 |             |

### 3000 metri siepi
| Stagione | Tempo   | Luogo    | Data      | Rank. Mond. |
| -------- | ------- | -------- | --------- | ----------- |
| 2024     | 8'18"37 | Chorzów  | 18-5-2024 |             |
| 2023     | 8'24"95 | Vienna   | 17-6-2023 |             |
| 2022     | 8'29"54 | Andújar  | 4-6-2022  |             |
| 2021     | 8'31"89 | Budapest | 24-8-2021 |             |

## Palmarès
| Anno | Manifestazione    | Sede          | Evento          | Risultato | Prestazione | Note |
| ---- | ----------------- | ------------- | --------------- | --------- | ----------- | ---- |
| 2013 | Mondiali U18      | Donec'k       | 1500 m piani    | Batteria  | 4'02"12     |      |
| 2014 | Europei di cross  | Samokov       | Corsa U20       | 41º       | 21'22"      |      |
| 2015 | Mondiali di cross | Guiyang       | Corsa U20       | 82º       | 27'15"      |      |
| 2015 | Europei U20       | Eskilstuna    | 1500 m piani    | 7º        | 3'52"28     |      |
| 2015 | Europei di cross  | Hyères        | Corsa U20       | 18º       | 18'10"      |      |
| 2016 | Europei di cross  | Chia          | Corsa U23       | 31º       | 23'53"      |      |
| 2017 | Europei indoor    | Belgrado      | 1500 m piani    | 8º        | 3'47"95     |      |
| 2017 | Europei U23       | Bydgoszcz     | 1500 m piani    | Batteria  | 3'45"18     |      |
| 2018 | Mondiali indoor   | Birmingham    | 3000 m piani    | 11º       | 8'20"84     |      |
| 2021 | Europei indoor    | Toruń         | 3000 m piani    | Batteria  | 7'56"66     |      |
| 2022 | Mondiali indoor   | Belgrado      | 3000 m piani    | Batteria  | 7'58"63     |      |
| 2022 | Europei di cross  | Venaria Reale | Staffetta mista | Oro       | 17'23"      |      |
| 2024 | Europei           | Roma          | 3000 m siepi    | 14°       | 8'27"29     |      |
| 2024 | Giochi olimpici   | Parigi        | 3000 m siepi    | Batteria  | 8'40"34     |      |

## Campionati nazionali
- 2 volte campione nazionale assoluto indoor dei 1500 m piani (2017, 2018)
- 2 volte campione nazionale assoluto indoor dei 3000 m piani (2017, 2018)

2010
- 10º ai campionati italiani cadetti di corsa campestre - 7'46"

2012
- 4º ai campionati italiani allievi, 800 m piani - 1'59"28
- 8º ai campionati italiani allievi, 1500 m piani - 4'11"50
- Oro ai campionati italiani allievi indoor, 1000 m piani - 2'33"86

2013
- Oro ai campionati italiani allievi, 800 m piani - 1'54"15
- Oro ai campionati italiani allievi indoor, 1000 m piani - 2'32"30

2014
- Bronzo ai campionati italiani assoluti indoor, 800 m piani - 1'54"27
- 5º ai campionati italiani juniores, 800 m piani - 1'53"47
- Argento ai campionati italiani juniores indoor, 800 m piani - 1'55"23

2015
- Argento ai campionati italiani juniores indoor, 800 m piani - 1'53"44
- Argento ai campionati italiani juniores indoor, 1500 m piani - 3'51"28
- Bronzo ai campionati italiani juniores, 1500 m piani - 3'53"12

2016
- Argento ai campionati italiani assoluti indoor, 3000 m piani - 7'57"45
- Oro ai campionati italiani promesse, 1500 m piani - 3'47"18

2017
- Oro ai campionati italiani assoluti indoor, 1500 m piani - 3'48"22
- Oro ai campionati italiani assoluti indoor, 3000 m piani - 8'08"52

2018
- Oro ai campionati italiani assoluti indoor, 1500 m piani - 3'44"19
- Oro ai campionati italiani assoluti indoor, 3000 m piani - 8'17"99

2019
- Bronzo ai campionati italiani assoluti, 1500 m piani - 3'45"85
- 4º ai campionati italiani assoluti, 5000 m piani - 14'09"11

2020
- Oro ai campionati italiani assoluti indoor, 1500 m piani - 3'40"75
- Oro ai campionati italiani assoluti indoor, 3000 m piani - 8'24"75

2021
- Argento ai campionati italiani assoluti indoor, 3000 m piani - 8'04"09

2022
- 4º ai campionati italiani assoluti indoor, 1500 m piani - 3'41"12
- Argento ai campionati italiani assoluti indoor, 3000 m piani - 8'27"97
- Argento ai campionati italiani assoluti, 3000 m siepi - 8'31"39

2023
- 4º ai campionati italiani assoluti indoor, 3000 m piani - 8'02"53
- Bronzo ai campionati italiani assoluti, 3000 m siepi - 8'39"57

2024
- Bronzo ai campionati italiani di corsa campestre - 32'15"
- Oro ai campionati italiani assoluti, 3000 m siepi - 8'21"00

## Altre competizioni internazionali
2017
- 8º alla BOclassic ( Bolzano) - 29'45"

2018
- 12º alla BOclassic ( Bolzano) - 30'08"

2020
- 8º alla BOclassic ( Vadena) - 13'59"

2021
- 4º agli Europei a squadre ( Chorzów), 3000 m piani - 8'32"68

2023
- 7º al Giro al Sas ( Trento) - 29'09"

2024
- 48º alla 10K Valencia Ibercaja ( Valencia) - 29'06"